# 約瑟·亨利
約瑟·亨利（英語：Joseph Henry，1797年12月17日—1878年5月13日）是一位美國科學家，是美國科學振兴會的創始成員之一，也是史密森尼學會首任會長。他被認為是班傑明·富蘭克林之後最偉大的美國科學家之一，對於電磁學貢獻頗大。他於1830年的獨立研究中發現法拉第電磁感應定律，比法拉第早發現這一定律，但其並未公開此發現。
亨利在1831年發明電子門鈴（特別是可以使用電線長距離來敲響門鈴），然後於1835年發明電子繼電器。電感的國際單位制導出單位亨利就是以約瑟·亨利來命名的。

## 生平

### 早期

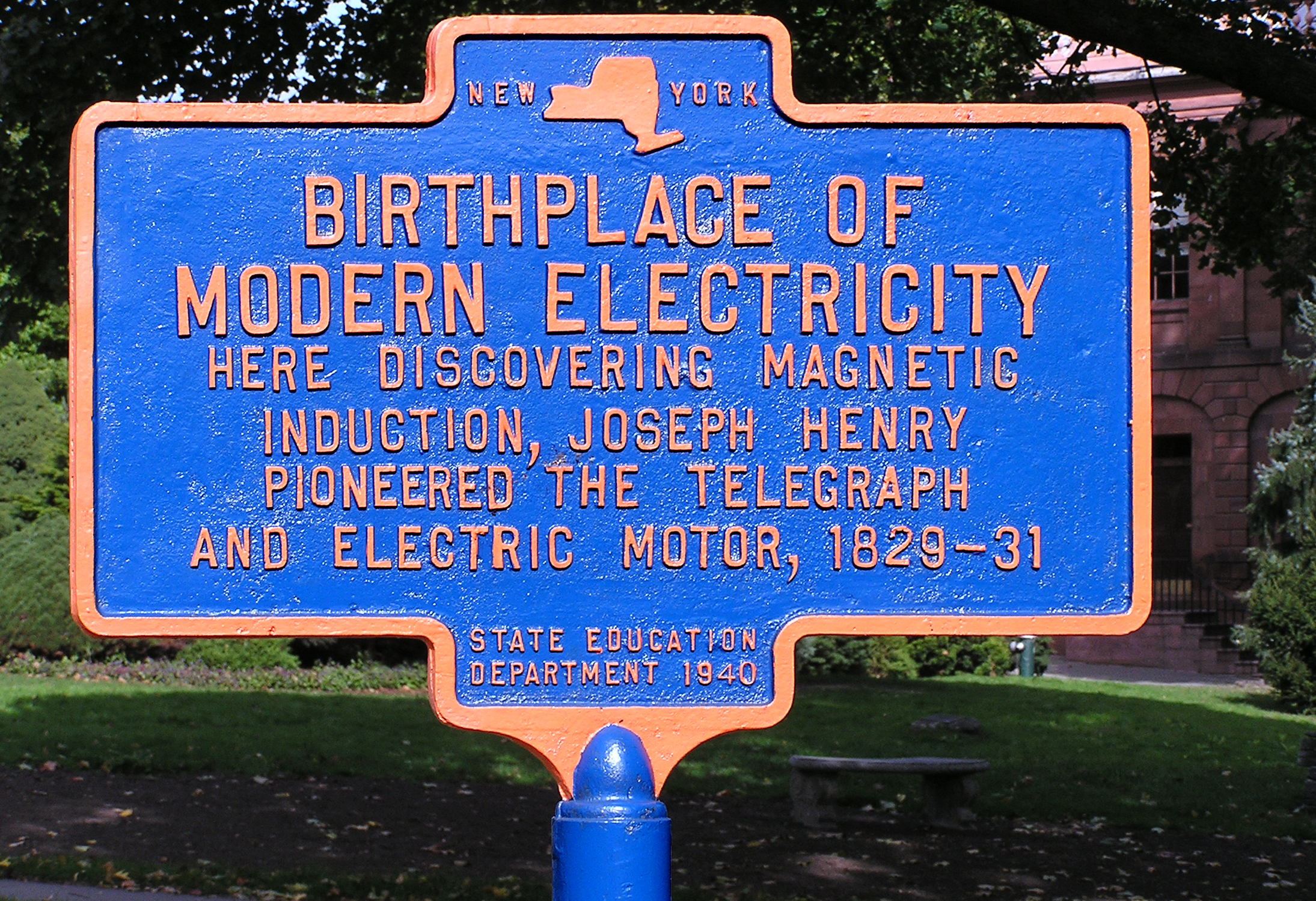
紐約奧爾巴尼的紀念碑

約瑟·亨利於1797年出生在紐約的奧爾巴尼，父母安·亞歷山大·亨利和威廉·亨利都是蘇格蘭的移民。他父母很貧窮，而且亨利的父親威廉·亨利在亨利小時候就去世了。所以亨利在童年時期都跟他的祖父母住在紐約的戈尔韦。他就讀的學校後來為了紀念他，被命名為約瑟夫·亨利小學。他放學後在普通的商店工作，並在十三歲時成為一位鐘錶和銀器的學徒。戲院是亨利的最愛，他曾經差點成為一個專業的演員。
他對科學的興趣始於16歲時，當時他接觸到一本名為《實驗哲學的科學專題講座》的書籍。1819年，他進入奧爾巴尼學院就讀，學費全部免費。因為他的家庭很貧窮，即使獲得免學費的待遇，他也不得不從事教學和私人輔導來自立更生。約瑟·亨利當時打算從事藥物研究，但是他在1824年被任命為助理工程師，並從事興建中的哈德遜河與伊利湖之間的國道調查。從此以後，他開始想要成為一位機械工程師。

### 研究

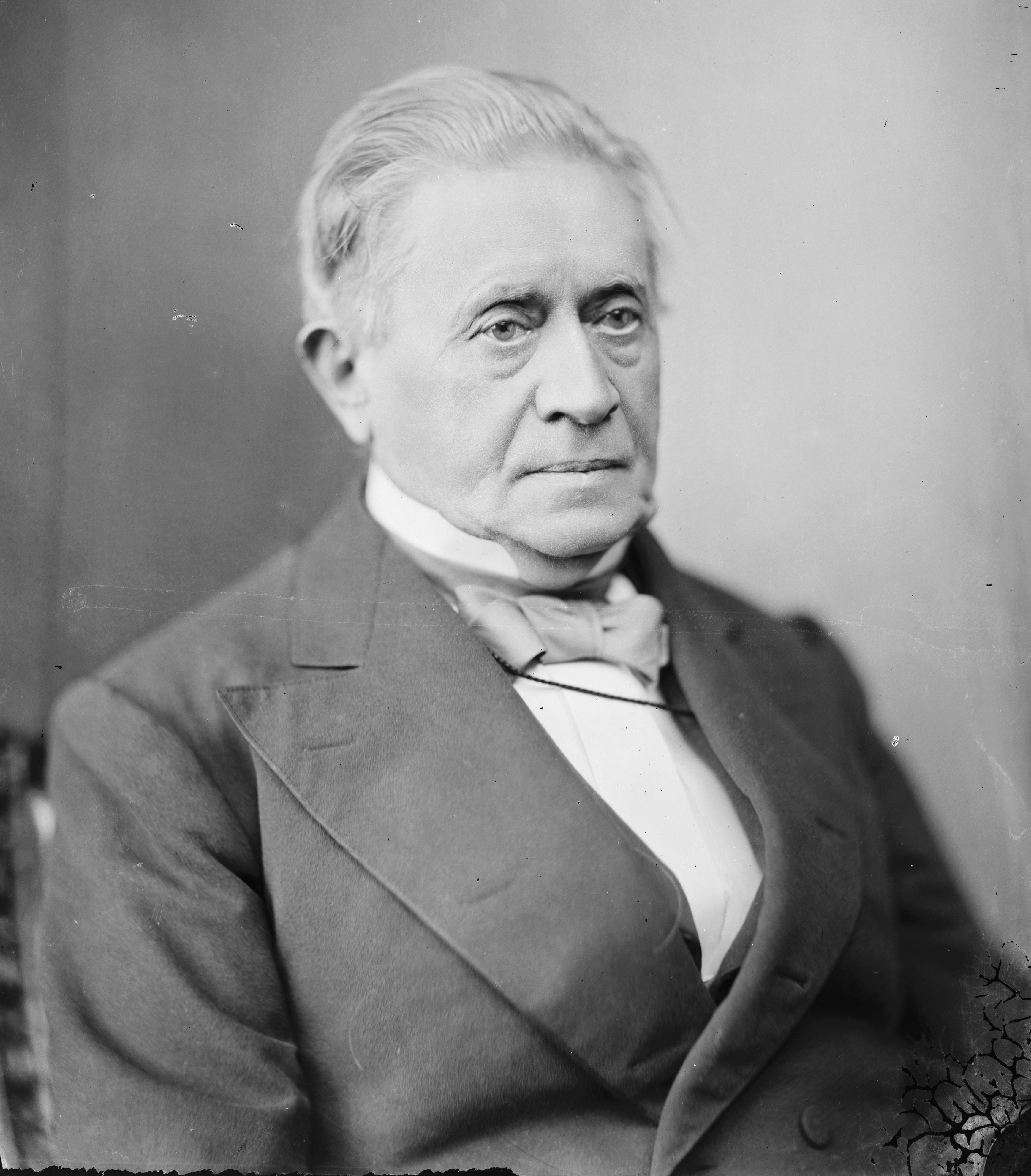
約瑟·亨利

亨利不只在研究領域獲得成功，他在1826年透過校長貝克（T·Romeyn Beck）的介紹下，成為奧爾班尼中等學校數學和自然哲學的教授。他有一些重要的研究都是在這所學校中進行。約瑟·亨利對地球磁性的好奇心驅使他常常進行關於磁性的實驗。他是史上首位將絕緣的電線緊密纏繞在鐵質核心外的人，為了製作出更強而有力的電磁鐵，這是改良自威廉·思特金（William Sturgeon）曾經做過的實驗。他使用這種技術，為耶魯大學製造出強大的電磁鐵。
約瑟·亨利利用他新開發的電磁原理，在1831年創造了史上最早的電磁驅動機器之一。這是現代直流電動機最早的範例。它沒有旋轉運動，只將一個電磁體放置在桿子上，來回搖擺。             
因為這個裝置，亨利被認為是史上最早發現電感特性的科學家之一。英國科學家麥可·法拉第也在同一時間發現該現象，因為法拉第先發表了研究結果，他因此成為官方認可的發現者。     
亨利在1848年曾與天文學家斯蒂芬·亞歷山大（Stephen Alexander）教授共同計算太陽在不同區塊的相對溫度。他們使用熱電堆確定太陽黑子的溫度比周圍的地區還低。天文學家安吉洛·西奇持續進行相關的研究，但也導致一些爭議出現（約瑟·亨利的早期成就是否是獨立完成）。
約瑟·亨利後來認識科學家撒迪厄斯·洛，他曾使用熱氣球來研究大氣層，特別是今天我們所說的高速氣流。撒迪厄斯·洛試圖利用一個巨大航空器，搭載的氣體來橫渡大西洋。亨利對於撒迪厄斯·洛的研究展現極大的興趣，對他提供許多援助。
撒迪厄斯·洛在1860年6月成功試飛他製造的氣球，命名為紐約市號，後來更名為大西部號。它從費城飛往紐約州美福德（Medford）。1861年3月，洛使用幾個小氣球在俄亥俄州辛辛那提進行實驗。4月19日，他進行一次飛行，最後在南卡羅來納州登陸。隨著南方各州脫離美利堅合眾國，內戰爆發後，撒迪厄斯·洛放棄橫渡大西洋。

### 晚年

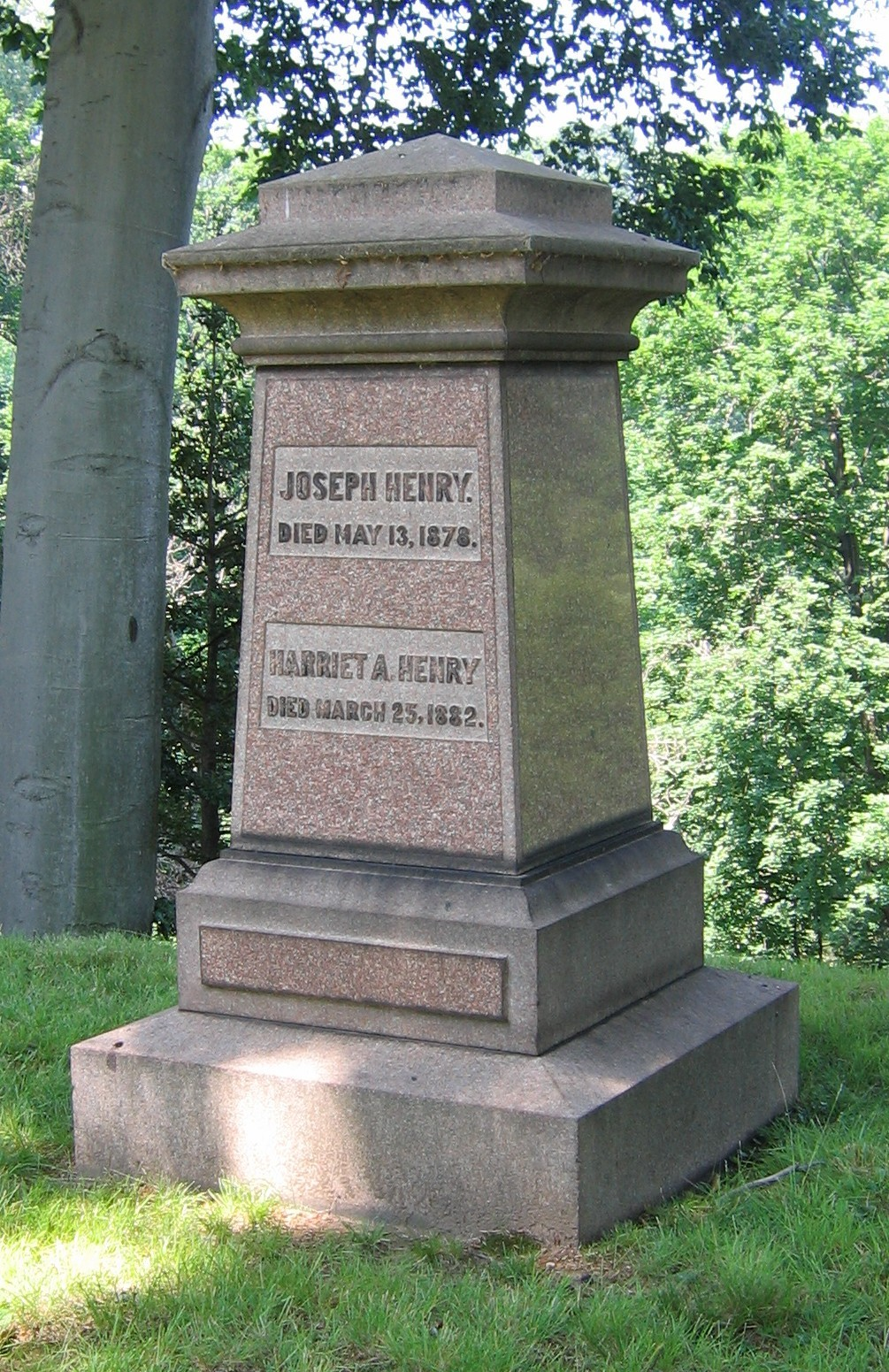
約瑟·亨利於橡樹山公墓的墳墓

作為一個著名的史密森學會科學家和董事，約瑟·亨利接待許多想要徵求意見的科學家和發明家。亨利個性和藹、耐心且溫和，也展現出幽默感。亞歷山大·格雷厄姆·貝爾也曾拜訪過他，他於1875年3月1日攜帶介紹信來拜訪亨利。亨利在看到貝爾的實驗裝置後顯露出興趣。亨利曾勸告貝爾直到他的發明已經完成前，不要公佈他的構想。1876年6月25日，貝爾的實驗電話在費城展出，約瑟·亨利是電氣展的評審之一，並給予高度肯定。
約瑟·亨利於1878年5月13日逝世，被埋葬在華盛頓特區喬治敦西北部的橡樹山公墓。

## 相關文獻
- Ames, Joseph Sweetman (Ed.), The discovery of induced electric currents, Vol. 1. Memoirs, by Joseph Henry. New York, Cincinnati [etc.] American book company [c1900] LCCN 00005889
- Coulson, Thomas, Joseph Henry: His Life and Work, Princeton, Princeton University Press, 1950
- Dorman, Kathleen W., and Sarah J. Shoenfeld (comps.), The Papers of Joseph Henry. Volume 12: Cumulative Index, Science History Publications, 2008
- Henry, Joseph, Scientific Writings of Joseph Henry.  Volumes 1 and 2, Smithsonian Institution, 1886
- Moyer, Albert E., Joseph Henry: The Rise of an American Scientist, Washington, Smithsonian Institution Press, 1997. ISBN 1-56098-776-6
- Reingold, Nathan, et al., (eds.), The Papers of Joseph Henry. Volumes 1-5, Washington, Smithsonian Institution Press, 1972–1988
- Rothenberg, Marc, et al., (eds.), The Papers of Joseph Henry. Volumes 6-8, Washington, Smithsonian Institution Press, 1992–1998, and Volumes 9-11, Science History Publications, 2002–2007

## 外部連結
Template:電子學
- The Joseph Henry Papers Project （页面存档备份，存于）
- Finding Aid to the Joseph Henry Collection （页面存档备份，存于）
- Biographical details （页面存档备份，存于） — Proceedings of the National Academy of Sciences (1967), 58(1), pages 1–10.
- Dedication ceremony for the Henry statue (1883) （页面存档备份，存于）
- Published physics papers （页面存档备份，存于） — On the Production of Currents and Sparks of Electricity from Magnetism and On Electro-Dynamic Induction (extract)
- Joseph Henry Collection, Smithsonian Institution （页面存档备份，存于）